# Französische Volleyballnationalmannschaft der Männer
Die französische Volleyballnationalmannschaft der Männer ist eine Auswahl der besten französischen Spieler, die die Fédération Française de Volley-Ball bei internationalen Turnieren und Länderspielen repräsentiert. Die Franzosen wurden 2021 bei den Olympischen Spielen Tokio 2020 Olympiasieger und 2015 Europameister. Außerdem gewannen sie 2015 und 2017 die Weltliga und 2022 sowie 2024 die Nations League.

## Geschichte

### Weltmeisterschaften

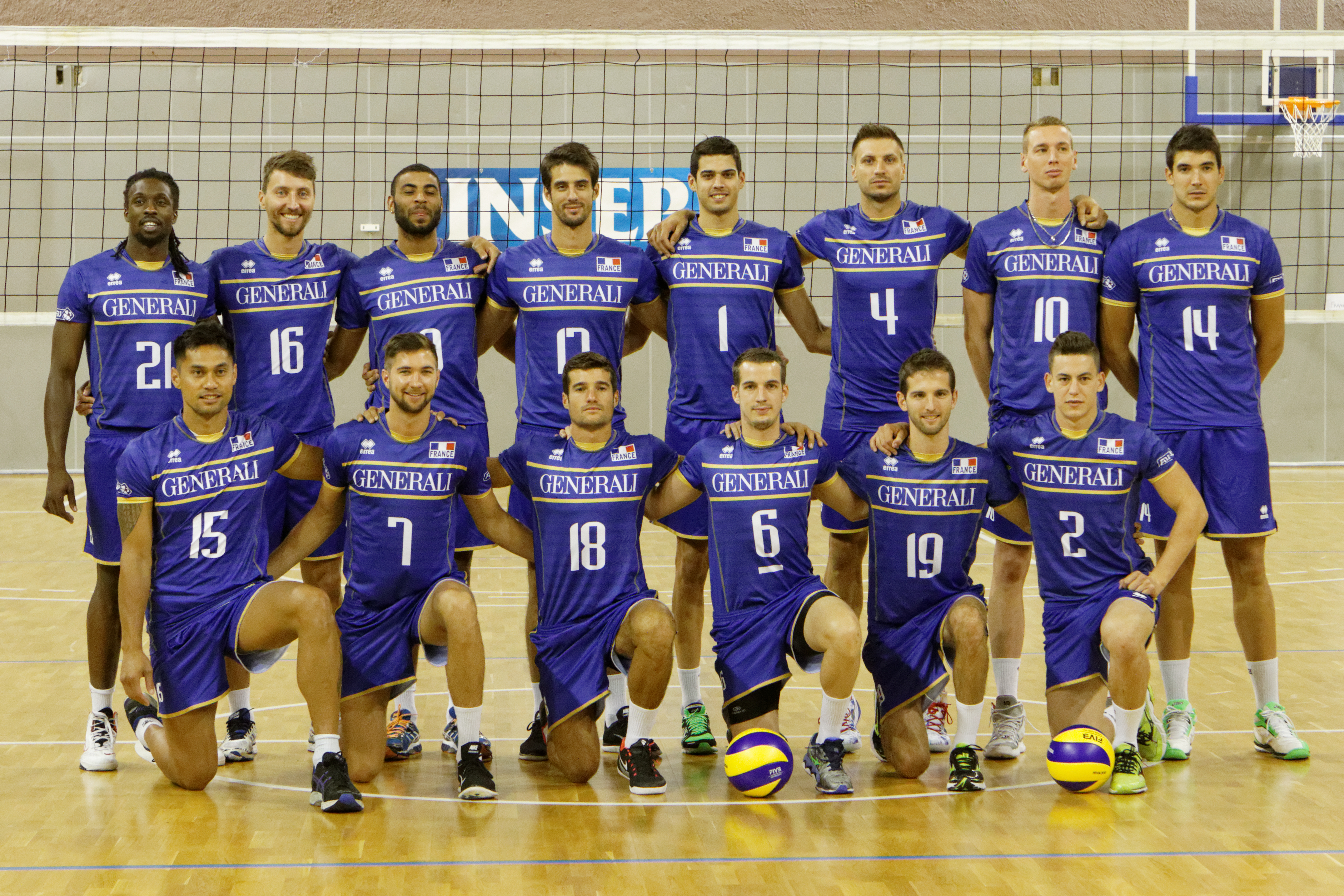
Die Nationalmannschaft vor der WM 2014

Bei den ersten beiden Volleyball-Weltmeisterschaften 1949 und 1952 wurden die Franzosen jeweils Sechster. 1956 belegten sie als Gastgeber den siebten Platz. Vier Jahre später erreichten sie den neunten Rang. 1962 fehlten sie. Von 1966 bis 1982 erreichten sie nur Platzierungen zwischen 15 und 18. Bei der zweiten WM in Frankreich steigerten sie sich 1986 auf den sechsten Rang. 1990 wurden sie Achter und anschließend verpassten sie zwei Turniere. Bei der WM 2002 erreichten sie den dritten Platz und damit ihren bisher größten Erfolg. 2006 wurden sie Sechster. Vier Jahre später kamen sie nicht über den elften Rang hinaus. Bei der WM 2014 unterlagen sie im Spiel um den dritten Platz der deutschen Mannschaft. 2018 schieden sie in der zweiten Gruppenphase aus und wurden Neunter. Bei der WM 2022 schied Frankreich im Viertelfinale aus und wurde als fünfter gewertet. 

### Olympische Spiele

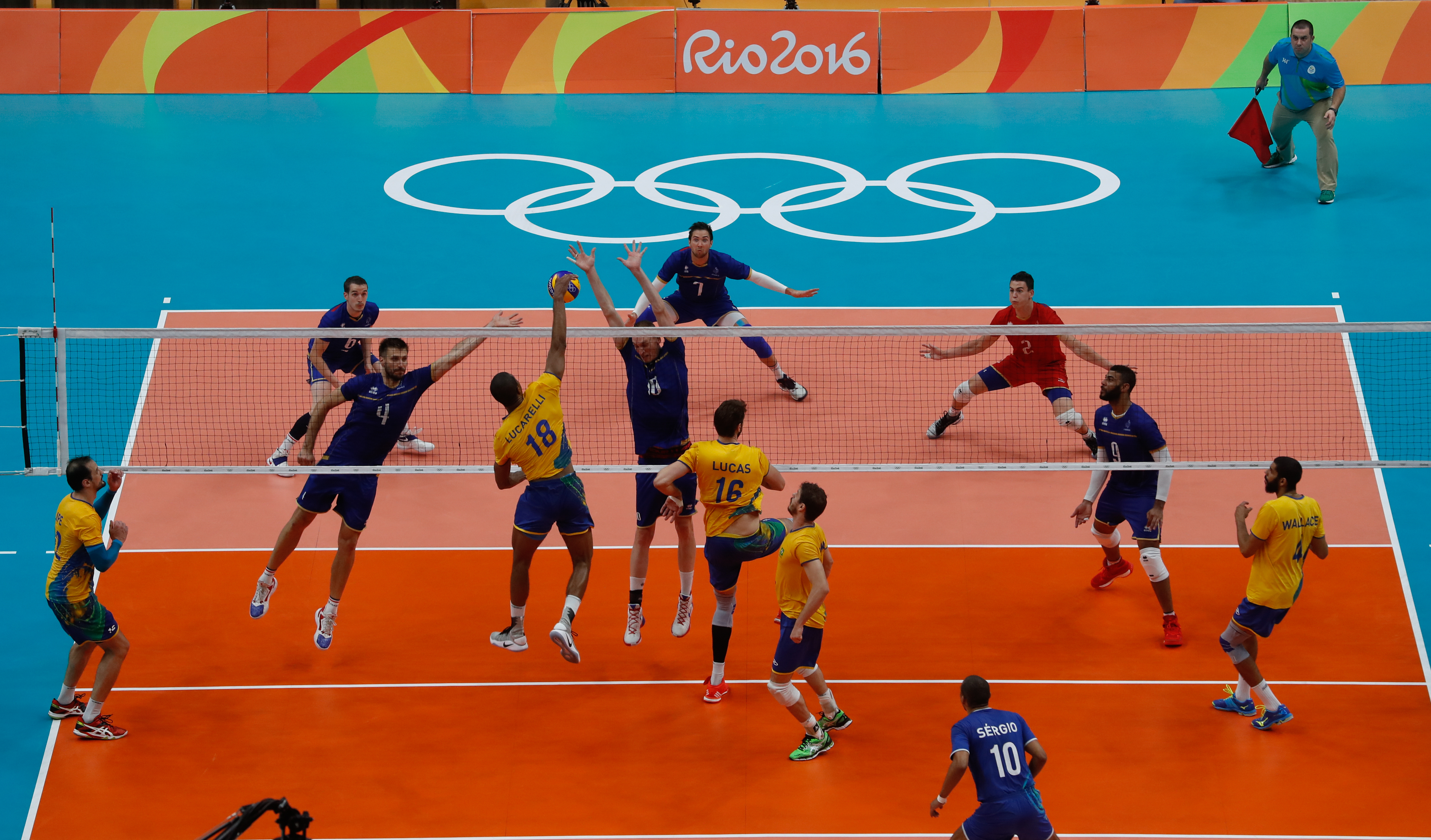
Frankreich gegen Brasilien bei den Olympischen Spielen 2016

Als die Franzosen bei den Olympischen Spielen 1988 erstmals dabei waren, wurden sie Achter. Beim Turnier 1992 wurden sie Elfter. 2004 in Athen schieden sie in der Vorrunde aus und belegten den neunten Platz. Als sie 2016 in Rio de Janeiro wieder dabei waren, gab es das gleiche Ergebnis. Beim europäischen Qualifikationsturnier in Berlin gewannen sie das Finale gegen Deutschland und sicherten sich damit ihren Startplatz für Tokio 2020. Dort setzten sie sich im Finale mit 3:2 Sätzen gegen das russische Team durch und gewannen erstmals die olympische Goldmedaille. Bei den im heimischen Paris ausgetragenen Olympischen Spielen 2024 wiederholten sie den Gewinn der Goldmedaille mit einem 3:0-Sieg gegen Polen.

### Europameisterschaften
Bei der ersten Volleyball-Europameisterschaft 1948 unterlagen die Franzosen erst im Endspiel gegen die Tschechoslowakei. 1950 fehlten sie, aber ein Jahr später wurden sie im eigenen Land Dritter. Darauf folgten drei achte Plätze. Bei den nächsten beiden Turnieren ging es mit den Plätzen zehn und vierzehn abwärts. Als die EM 1979 erneut in Frankreich stattfand, reichte es für den Gastgeber zum vierten Platz. Als Achter 1981 und Zwölfter 1983 schnitten sie anschließend wieder schlechter ab. 1985 verbesserten sie sich auf den dritten Rang. 1987 verloren sie das Endspiel gegen die Sowjetunion. Danach wurden sie einmal Fünfter und zweimal Neunter, bevor sie die EM 1995 verpassten. 1997 kamen sie auf den vierten Platz, danach wurden sie Sechster und Siebter. 2003 verloren sie ihr drittes Finale, diesmal gegen Italien. Bei den Europameisterschaften 2005 und 2007 kamen die Franzosen auf den siebten und achten Platz. Die vierte Finalniederlage gab es bei der EM 2009 gegen Polen. 2011 schieden die Franzosen im Viertelfinale gegen Serbien und 2013 in der gleichen Runde gegen Russland aus. Bei der EM 2015 gewannen sie das Endspiel gegen Slowenien und wurden erstmals Europameister. Als Titelverteidiger unterlagen sie 2017 in der Playoff-Runde gegen Tschechien.
Bei der EM 2019 verloren sie das Spiel um den dritten Platz gegen Polen.

### World Cup
Beim ersten World Cup 1965 belegten die Franzosen den elften und damit letzten Platz. Den zweiten Auftritt gab es erst 2003 und Frankreich wurde Fünfter.

### Nations League
Bei der ersten Ausgabe der Nations League 2018 erreichten die Franzosen als bestes Team der Vorrunde die im eigenen Land ausgetragene Finalrunde und mussten sich erst im Endspiel Russland geschlagen geben. Beim Turnier 2019 kamen sie wieder in die Finalrunde, aber nicht ins Halbfinale. Bei der vierten Teilnahme, 2022, siegte Frankreich im Finale mit 3:2 gegen die USA. Diesen Erfolg wiederholten sie 2024 mit einem Finalsieg gegen Japan.

### Weltliga

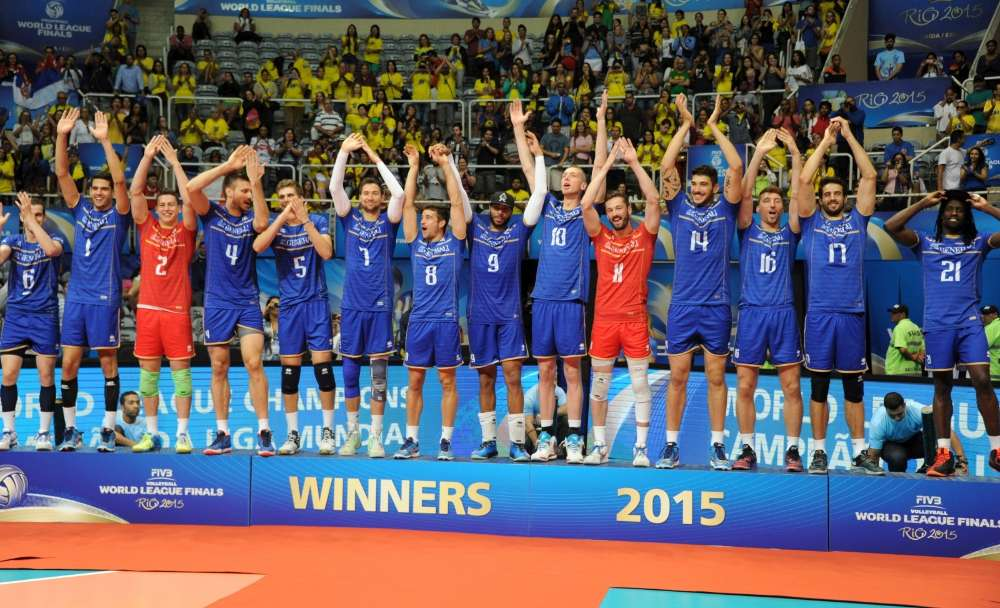
Siegerehrung der Weltliga 2015

In den Jahren 1990 bis 1992 belegten Frankreich in der Weltliga die Plätze fünf, acht und elf. Ab 1999 waren sie wieder dabei und wurden zunächst dreimal Siebter und einmal Fünfter. Nach dem zehnten Platz 2003 und einem weiteren fünften Rang 2004 kamen sie erneut auf den zehnten Platz. 2006 erreichten sie zum ersten Mal das Finale, das sie gegen Brasilien verloren. Im folgenden Jahr belegten sie den sechsten Rang und danach Plätze zwischen sieben und zwölf. 2015 gewannen die Franzosen mit einem Finalsieg gegen Serbien erstmals den Wettbewerb. Ein Jahr später wurden sie Dritter. 2017 setzten sie sich im Endspiel gegen Gastgeber Brasilien durch und wurden damit der letzte Gewinner der Weltliga.